# Nick Jonas 2011 Tour
El Nick Jonas 2011 Tour es la segunda gira de conciertos para el cantante estadounidense Nick Jonas junto a su banda The Administration, para apoyar su álbum debut, Who I Am. Tiene lugar en América del Sur. Esta será la segunda gira de Nick Jonas solo, sin sus hermanos Joe y Kevin, conocidos como los Jonas Brothers. La gira comenzó el 21 de septiembre de 2011, en una serie de conciertos por países como Paraguay, Argentina, Brasil, Uruguay, Venezuela, entre otros.

## Fechas del Tour
| Fecha                    | Ciudad         | País      | Lugar                             |
| ------------------------ | -------------- | --------- | --------------------------------- |
| 21 de septiembre de 2011 | São Paulo      | Brasil    | Via Funchal                       |
| 22 de septiembre de 2011 | Río de Janeiro | Brasil    | Vivo Rio                          |
| 23 de septiembre de 2011 | Belo Horizonte | Brasil    | Chevrolet Hall                    |
| 25 de septiembre de 2011 | Curitiba       | Brasil    | Theatro Positivo                  |
| 27 de septiembre de 2011 | Porto Alegre   | Brasil    | Pepsi On Stage                    |
| 29 de septiembre de 2011 | Asunción       | Paraguay  | Jockey Club Paraguayo             |
| 1 de octubre de 2011     | Buenos Aires   | Argentina | Estadio G.E.B.A.                  |
| 2 de octubre de 2011     | Córdoba        | Argentina | Orfeo Superdomo                   |
| 4 de octubre de 2011     | Santiago       | Chile     | Movistar Arena                    |
| 6 de octubre de 2011     | Montevideo     | Uruguay   | Velódromo Municipal de Montevideo |
| 8 de octubre de 2011     | Caracas        | Venezuela | Terraza del C.C.C.T               |